# Erik Lodenius
Helge Erik Gustaf Lodenius, född 18 augusti 1913 i Åbo, död 11 oktober 1994 i Helsingfors, var en finländsk journalist. Han var son till tidningsmannen Elias Lodenius och far till journalisten Peter Lodenius.
Lodenius anställdes 1937 vid tidningen Nyland och var dess chefredaktör 1941–1945, ombudsman vid Svenska folkpartiet 1945–1947 och chefredaktör för Österbottningen 1947–1949. Han var 1949–1975 anställd som ekonomisk redaktör vid Hufvudstadsbladet, från 1965 även som ledarskribent samt från 1968 som ställföreträdande chefredaktör. Han publicerade ett antal företagshistoriker, bland annat om Ångfartygs Ab Bore, Helsingfors sparbank och Paulig.